# Olympos Mons
Olympos Mons – zespół muzyczny z Finlandii grający power metal, założony w 2002.

## Muzycy

### Członkowie zespołu
- Ian Highhill - śpiew
- Jari Sundstrom - gitara
- Vili Ollila - instrumenty klawiszowe
- Mikko Sepponen - perkusja
- Krister Lundell - gitara basowa

### Byli członkowie
- Henrik Tuura - gitara basowa
- Raino Simoinen - perkusja
- Evgenij Voronin - instrumenty klawiszowe

## Dyskografia
- Seven Seas (2002) (demo)
- Conquistador (2004)
- Medievil (2007)